# Sergio Massa
Sergio Tomás Massa (San Martín, 28 de abril de 1972) é um advogado e político argentino, membro da Unión por la Patria, anteriormente chamada Frente de Todos,  coalizão política de tendência peronista e progressista que governou a Argentina de 2019 a 2023, foi Ministro de Economia, Agricultura e Desenvolvimento Produtivo da Nação Argentina de julho de 2022 a 10 de dezembro de 2023.
Natural da província de Buenos Aires, começou durante sua adolescência a militar na União do Centro Democrático, um partido liberal-conservador. Em seguida, começou a cursar direito na Universidade de Belgrano e passou a defender o peronismo. Elegeu-se deputado provincial aos 27 anos, e, em 2002, foi indicado por Eduardo Duhalde para a direção da Administração Nacional de Segurança Social (ANSES), ocupando este cargo durante cinco anos.
Como kirchneirista, foi eleito prefeito de Tigre em 2007. Em julho de 2009, foi nomeado pela presidente Cristina Kirchner como Chefe de Gabinete do governo federal e permaneceu nesta função por quase um ano. Logo depois, retornou à prefeitura de Tigre, e foi reeleito em 2011. Em 2013, criou seu próprio partido, a Frente Renovadora, e concorreu nas eleições legislativas daquele ano, sendo eleito deputado nacional pela província de Buenos Aires.
Na Câmara de Deputados da Nação Argentina, contribuiu nos esforços para barrar o projeto que autorizaria um terceiro mandato consecutivo para Cristina. Na eleição presidencial de 2015, concorreu a presidente pela coligação Unidos por uma Nova Alternativa e recebeu 21% dos votos, ficando na terceira colocação.
Em 2019, abre mão de sua candidatura à presidência para apoiar a chapa de Alberto Fernández e Cristina Kirchner, voltando a compor politicamente com o kirchnerismo. Massa vira o cabeça de chapa da lista de deputados da Frente de Todos, e em dezembro, assume como presidente da Câmara dos Deputados.
Em 28 de julho de 2022, Massa foi designado Ministro da Economia, Desenvolvimento Produtivo e Agricultura pelo presidente Alberto Fernández. Ele assumiu o cargo em 3 de agosto de 2022.
Em 2023, o Ministro da Economia, Sergio Massa, foi anunciado como candidato à Presidência da Argentina, no lugar do Presidente Alberto Fernández. Sergio Massa chegou a vencer no primeiro turno das eleições; no entanto, foi derrotado pelo candidato Javier Milei no segundo turno.

## Primeiros anos, educação e família
Sergio Massa nasceu em 28 de abril de 1972 em uma família de classe média alta de San Martín, uma cidade localizada na província de Buenos Aires. É filho do empresário do setor de construção Alfonso Massa e da dona de casa Lucy Cherti. Frequentou o ensino primário e secundário no Instituto Agostiniano, de orientação católica.
Após completar o ensino secundário, ingressou na Universidade de Belgrano para estudar direito, mas saiu do educandário antes de se formar (Massa terminou sua graduação em direito em 2013). Em 2001, casou-se com Malena Galmarini, filha de dois dirigentes peronistas. Após o casamento, mudou-se para Tigre, com a intenção de ser prefeito da cidade. Na nova cidade, passou a torcer pelo Club Atlético Tigre, tornando-se líder e presidente do clube.

## Carreira política
Durante a adolescência, começou a militar na União do Centro Democrático (UCD), um partido liberal-conservador fundado na década de 1980. Massa destacou-se rapidamente, e foi escolhido nos primeiros anos da década de 1990 o primeiro vice-presidente e depois o presidente da UCD a nível provincial.
Massa era membro da ala direitista do UCD e naquela época era um fã de Carlos Menem. Ele militou ativamente pela fusão do partido de Menem em meados de 1990. Quando a fusão foi concluída, os filiados da UCD migraram massivamente para o Partido Justicialista e Massa fez o mesmo. Com o apoio do dirigente sindical Luis Barrionuevo, ocupou uma subsecretaria do Ministério do Interior e foi assessor de Palito Ortega no Ministério do Desenvolvimento Social.
Aos 27 anos de idade, elegeu-se deputado provincial de Buenos Aires. Durante a presidência interina de Eduardo Duhalde, foi nomeado para dirigir a Administração Nacional de Segurança Social (ANSES). Néstor Kirchner, eleito presidente em 2003, manteve Massa no cargo. Nas eleições legislativas de 2005, foi eleito deputado nacional pela primeira vez, mas, a pedido do presidente, renunciou para continuar na direção da ANSES, permanecendo nesta função até 2007, quando elegeu-se prefeito de Tigre.

### Chefe de Gabinete da Argentina

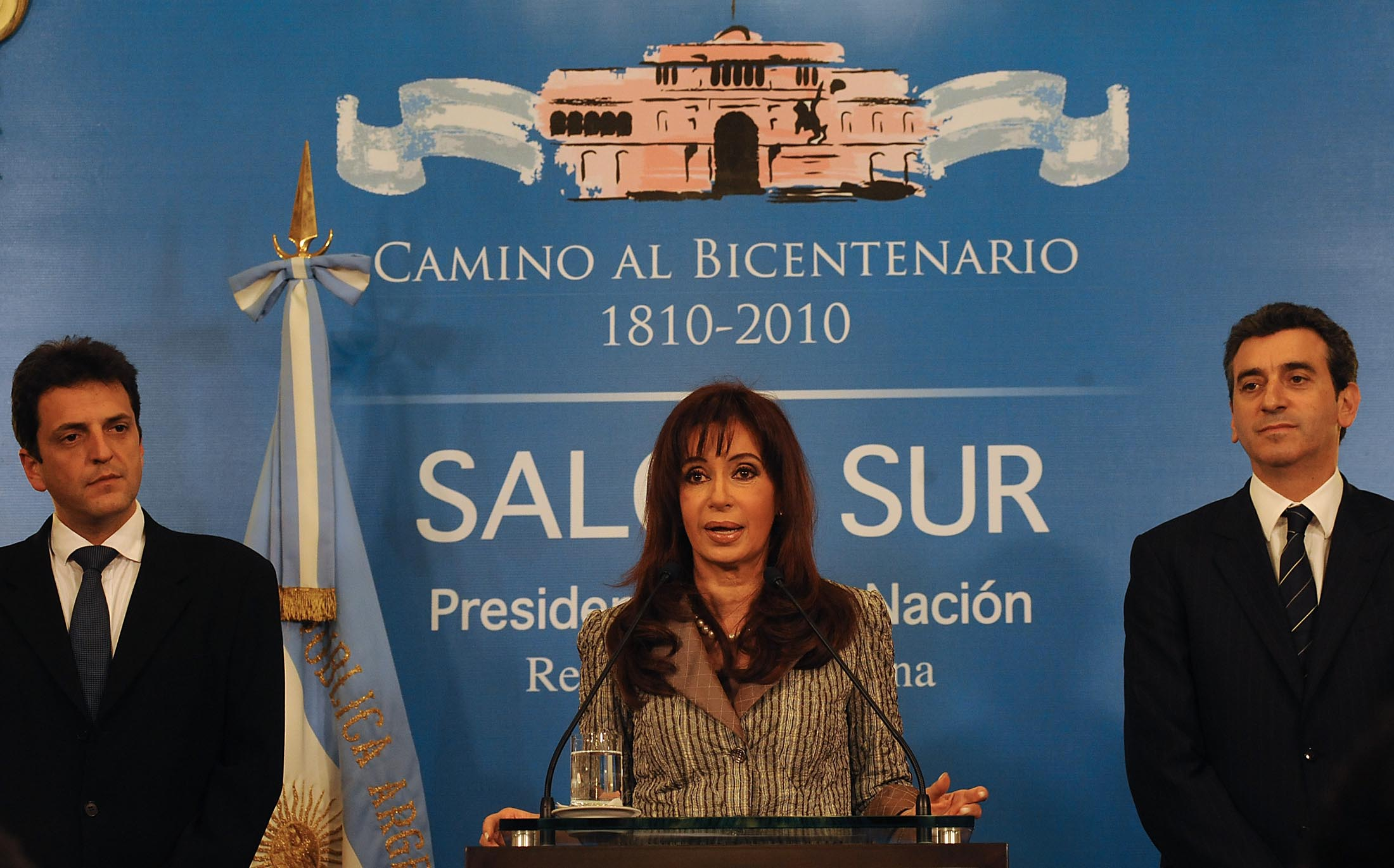
Massa ao lado da presidente Cristina Kirchner durante uma coletiva de imprensa em junho de 2009.

Em 2007, Cristina Kirchner foi eleita para a presidência. Desfrutando de uma grande maioria no Congresso, o governo sofreu seu primeiro grande revés quando suas propostas para o aumento de impostos sobre as exportações foram rejeitadas em 16 de julho de 2008, com a surpresa do voto de desempate do vice-presidente Julio Cobos, que votou contra o governo. A polêmica ajudou a levar à demissão de Alberto Fernandez, o Chefe de Gabinete, em 23 de julho de 2008. No lugar de Fernandez, a presidente nomeou Massa, que, aos 36 anos de idade, converteu-se no mais jovem Chefe de Gabinete desde sua criação, em 1994.
Enquanto fazia parte do Conselho de Ministros, foi convocado para integrar a lista da Frente para a Vitória (FPV) nas eleições legislativas de meio de mandato de 2009, sendo eleito deputado nacional pela província de Buenos Aires, mas novamente não assumiu o mandato. Na mesma eleição, liderou sua própria lista partidária - que incluía sua esposa - para o Conselho Municipal de Tigre, e seu sucesso nesta disputa o distanciou de outros membros do FPV. Além disso, mantinha diferenças com a presidente em uma série de políticas, incluindo o uso do Instituto Nacional de Estatística e Censos da Argentina para subestimar os dados da inflação e os vastos poderes de regulamentação conferidos ao secretário de Comércio Guillermo Moreno.
Após o mau desempenho dos governistas em eleições da Câmara dos Deputados, apresentou sua demissão para a presidente, que a tornou efetiva em 7 de julho de 2009.

### Ruptura com o kirchneirismo

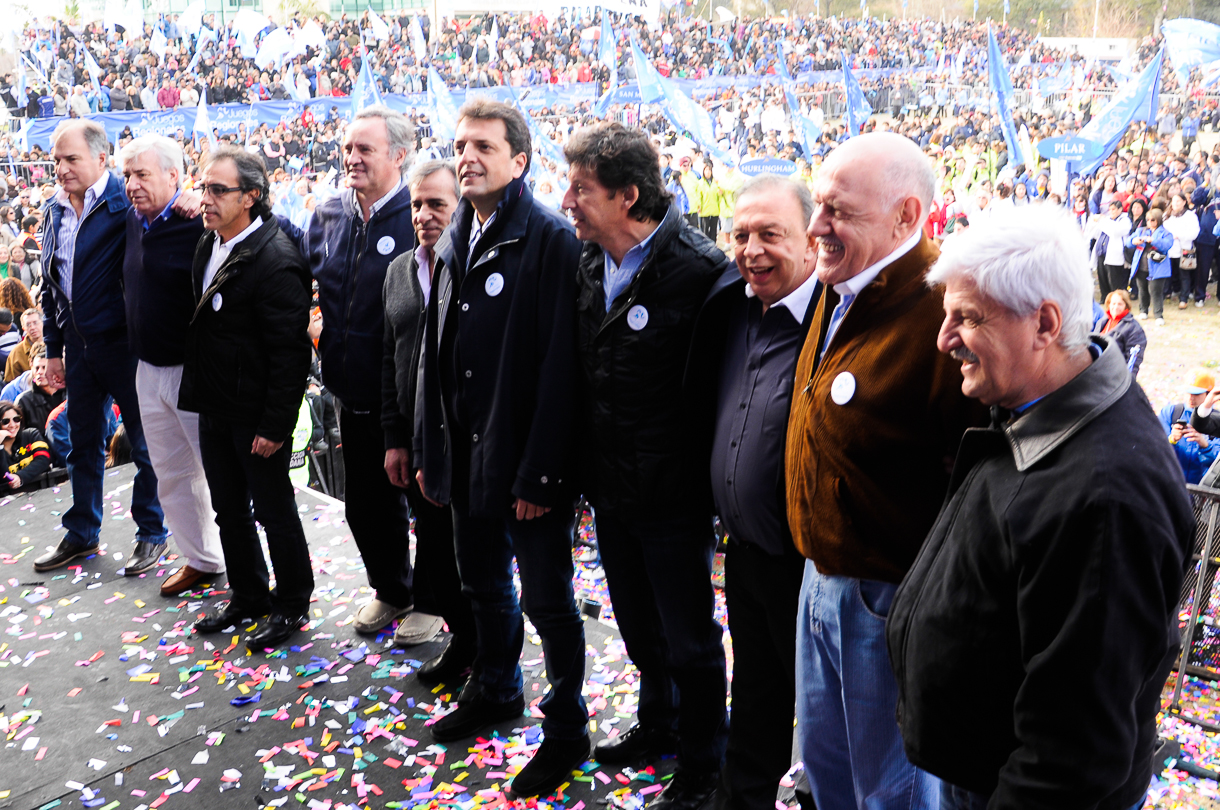
Evento de campanha da Frente Renovadora em agosto de 2013.

Massa, que nomeou o presidente do Conselho Municipal de Tigre como prefeito interino enquanto atuou no gabinete presidencial, voltou ao seu cargo em 24 de julho de 2009. Em 2010, documentos vazados pelo WikiLeaks mencionaram uma série de indiscrições de Massa durante um jantar oferecido no ano anterior na residência oficial da embaixada norte-americana. Segundo os documentos, ele teria revelado à embaixadora Vilma Martínez como era trabalhar com o ex-presidente Néstor Kirchner, afirmando que ele era "um psicopata" e que "ele comandava o governo argentino" enquanto sua esposa "seguia as ordens", e teria acrescentado que "seria melhor sem ele." Apesar da polêmica, permaneceu aliado a um grupo da FPV e da administração de Cristina Kirchner, e foi reeleito em 2011 prefeito de Tigre pelo partido governista com 73% dos votos.
Em 2010, juntou-se ao "Grupo dos 8", formado por prefeitos da província de Buenos Aires que reivindicavam a criação de departamentos de polícia locais independentes da Polícia Provincial. O grupo dos 8 tornou-se descontente com o governo Kirchner, e viu em Massa um possível candidato à presidência no futuro. Com esta base política, constituiu a Frente Renovadora, uma coligação política criada para disputar as eleições legislativas de 2013 na província de Buenos Aires. A Frente Renovadora também foi criada para contrapor o kirchnerismo dentro do campo peronista.

### Deputado por Buenos Aires
Em 22 de junho de 2013, anunciou sua candidatura a deputado nacional. Nas primárias de 11 de agosto, a Frente Renovadora recebeu 34,9% dos votos válidos na província de Buenos Aires, sendo a lista mais votada. Na eleição geral, a agremiação ampliou sua votação e atingiu 43,9% dos votos, novamente a mais votada. Com os resultados, Massa foi eleito para a Câmara dos Deputados.
Em 25 de novembro de 2013, licenciou-se da prefeitura de Tigre e foi sucedido novamente por Julio Zamora. Em 4 de dezembro, foi empossado como deputado nacional e assumiu o cargo em 10 de dezembro. Como deputado, contribuiu nos esforços para barrar o projeto de lei que autorizaria que a presidente Cristina Kirchner concorresse a um terceiro mandato consecutivo em 2015.

### Eleição presidencial de 2015

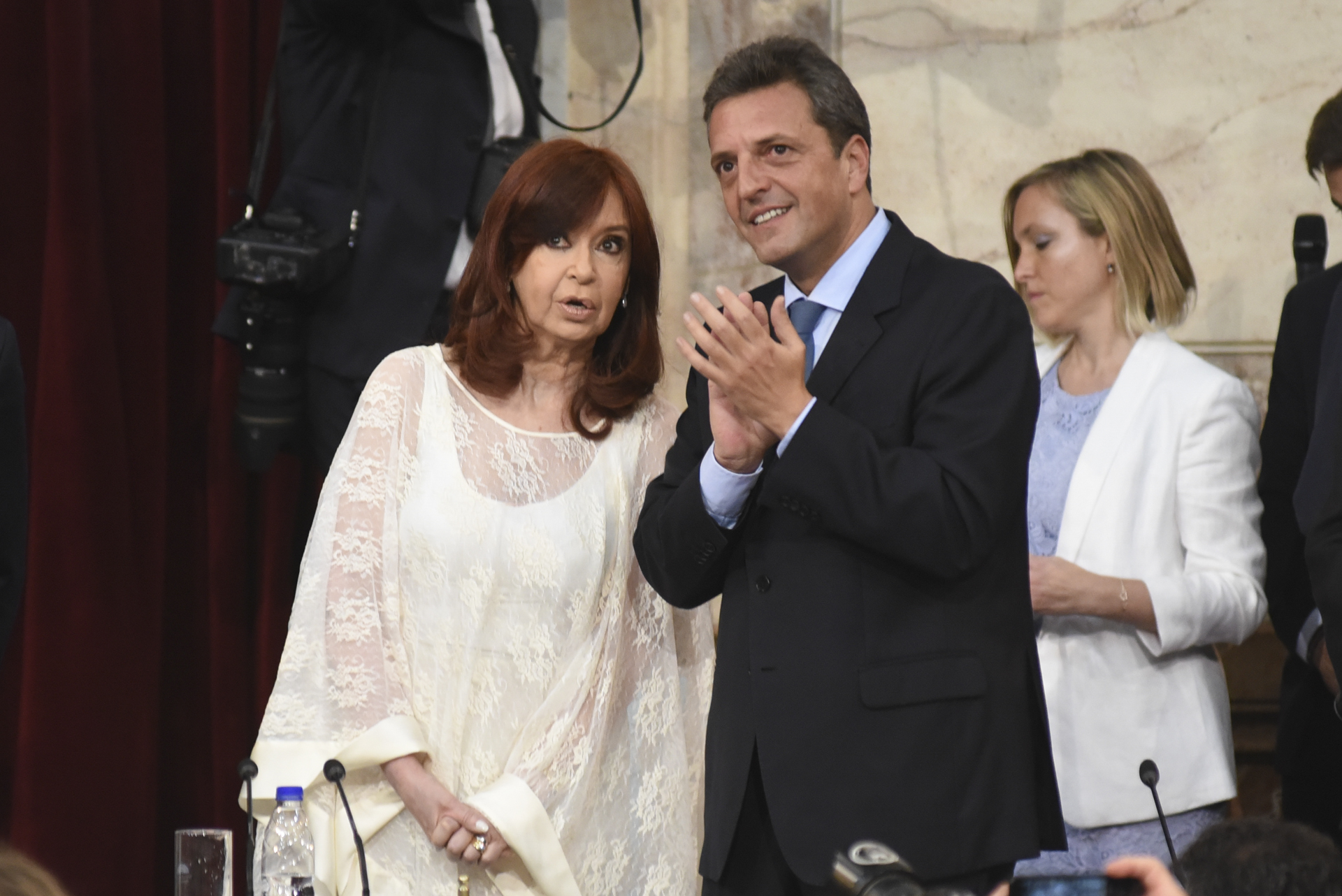
Massa, como presidente da Câmara, ao lado da vice-presidente argentina Cristina Kirchner, em dezembro de 2019.

Em 2014, confirmou suas intenções de concorrer à presidência da Argentina na eleição de 2015. Em 29 de abril de 2015, anunciou um acordo com o governador José Manuel de la Sota para criar uma coligação eleitoral. Em 9 de agosto, venceu de la Sota nas primárias presidenciais e tornou-se oficialmente o candidato da coligação Unidos por Uma Nova Alternativa. Em 25 de outubro, data do primeiro turno, recebeu 21% dos votos válidos, ficando na terceira colocação, atrás de Daniel Scioli e Mauricio Macri.

### Eleições 2019 e presidência da Câmara de Deputados
Massa concorreria à presidência pela segunda vez nas eleições 2019. Porém, acabou desistindo, e seu grupo político se uniu à grande coligação peronista e kirchnerista Frente de Todos. Isso só foi possível após a ex-presidente Cristina Fernández de Kirchner, líder nas pesquisas, ceder a cabeça da chapa para seu ex-chefe de gabinete, Alberto Fernández. Cristina e Alberto eram rompidos politicamente até então. A candidatura de ambos foi chamada pela imprensa de "Fernández-Fernández".
Massa virou o cabeça de chapa da Frente de Todos para a Câmara de Deputados. Em 10 de dezembro, assumiu a presidência da Câmara.

### Ministro da Economia no governo de Alberto Fernández

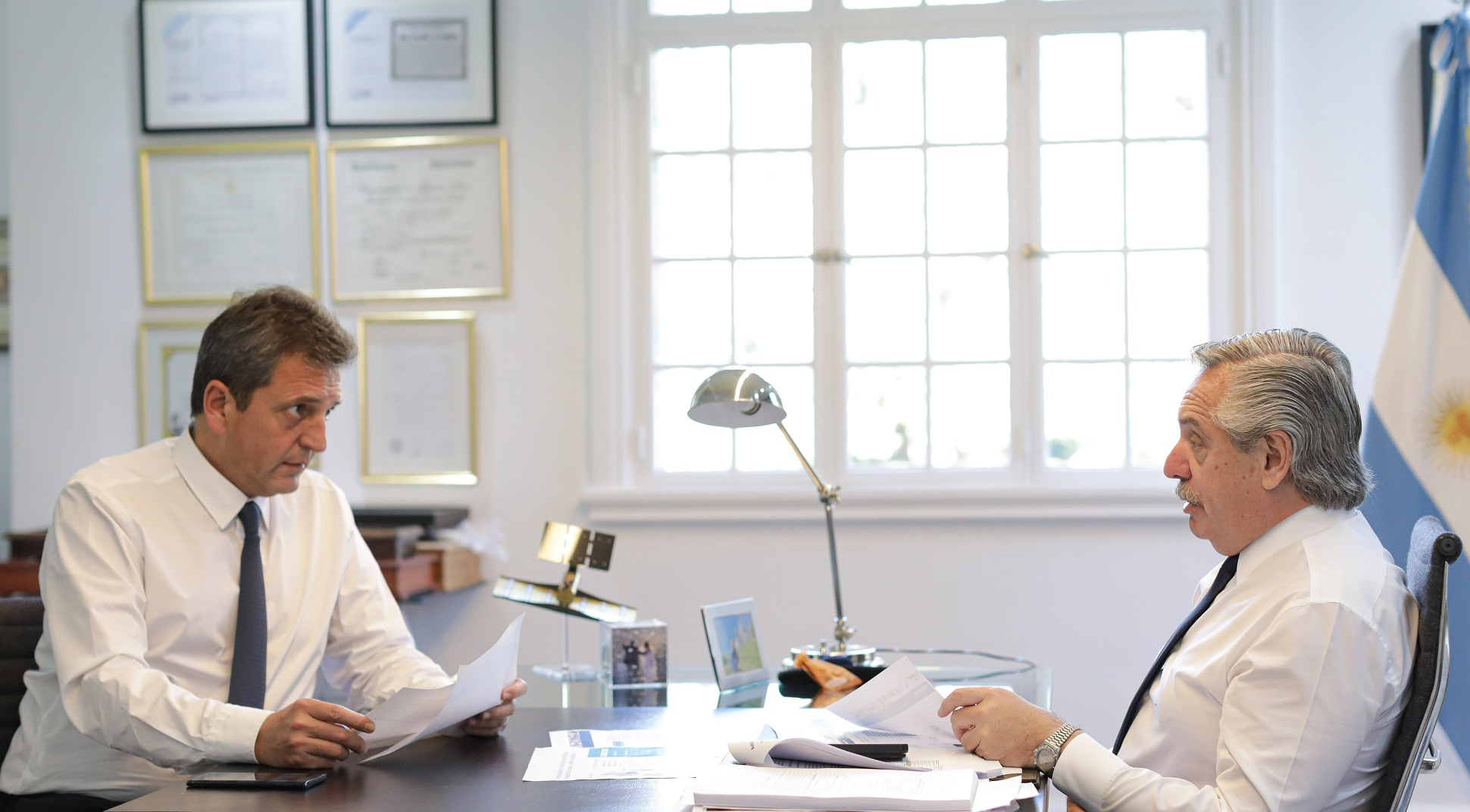
Massa reúne-se com o presidente Alberto Fernández em julho de 2022, após ser anunciado como ministro da economia da Argentina.

Em 28 de julho de 2022, o governo de Alberto Fernández anunciou que Sergio Massa ficaria a cargo do ministério da área econômica do governo, resultado da unificação dos Ministérios da Economia, Desenvolvimento Produtivo e Agricultura, Pecuária e Pescas.